# Paralamyctes cammooensis
Paralamyctes cammooensis är en mångfotingart som beskrevs av Edgecombe 2004. Paralamyctes cammooensis ingår i släktet Paralamyctes och familjen fåögonkrypare. Inga underarter finns listade i Catalogue of Life.